# Делавер Тауншип (округ Нортамберленд, Пенсільванія)
Делавер Тауншип (англ. Delaware Township) — селище (англ. township) в США, в окрузі Нортамберленд штату Пенсільванія. Населення — 4303 особи (2020).

## Демографія
Згідно з переписом 2010 року, у селищі мешкало 4489 осіб у 1831 домогосподарстві у складі 1304 родин. Було 1927 помешкань
Расовий склад населення:
| - 98,0 % — білих - 0,8 % — чорних або афроамериканців - 0,3 % — азіатів - 0,2 % — корінних американців |

До двох чи більше рас належало 0,2 %. Частка іспаномовних становила 1,0 % від усіх жителів.
За віковим діапазоном населення розподілялося таким чином: 21,3 % — особи молодші 18 років, 60,0 % — особи у віці 18—64 років, 18,7 % — особи у віці 65 років та старші. Медіана віку мешканця становила 44,4 року. На 100 осіб жіночої статі у селищі припадало 97,0 чоловіків;  на 100 жінок у віці від 18 років та старших — 95,4 чоловіків також старших 18 років.
Середній дохід на одне домашнє господарство  становив 62 272 долари США (медіана — 47 212), а середній дохід на одну сім'ю — 70 926 доларів (медіана — 53 264). Медіана доходів становила 47 527 доларів для чоловіків та 42 933 долари для жінок. За межею бідності перебувало 13,4 % осіб, у тому числі 26,5 % дітей у віці до 18 років та 14,9 % осіб у віці 65 років та старших.
Цивільне працевлаштоване населення становило 2187 осіб. Основні галузі зайнятості: освіта, охорона здоров'я та соціальна допомога — 27,3 %, виробництво — 15,3 %, публічна адміністрація — 9,0 %, науковці, спеціалісти, менеджери — 7,6 %.